# کالین بلیک‌مور
کالین برایان بلیک‌مور (به انگلیسی: Colin Brian Blakemore) (متولد ۱ ژوئن ۱۹۴۴)، یک دانشمند انگلیسی متخصص مغز و اعصاب و همچنین متخصص در بینایی و رشد مغز است که استاد علوم اعصاب و فلسفه در دانشکده مطالعات پیشرفته در دانشگاه لندن و استاد برجسته علوم اعصاب در دانشگاه آکسفورد است. بلک‌مور پیش از این رئیس اجرایی شورای تحقیقات پزشکی انگلیس (MRC) بود. در میان عامه مردم، او بیشتر در زمینه ارتباط علم و همچنین به‌خاطر مسائل مربوط به حقوق حیوانات شناخته می‌شود. به گفته آبزرور، او یکی از قدرتمندترین دانشمندان بریتانیا و همچنین شخصیتی منفور برای جنبش حقوق حیوانات بوده‌است.